# Семаси
Семаси (грч. Κρεμαστό, до 1928. грч. Σέμασι) је насељено место у општини Рупишта у периферији Западна Македонија, Грчка. Према попису из 2021. године било је 3 становника.
Према бугарском географу и историчару, Василу Канчову, у Семасима је 1900. године живело 50 Словена хришћана. Македонски историчар Тодор Симовски, 1998. године наводи да су Семаси словенско насеље.